# 絕點緝兇
《絕點緝兇》（英語：Vantage Point）是一部在2008年上映的动作片，由彼·查維斯執導，劇本由巴利·里維撰寫。主要演員有丹尼斯·奎爾、馬修·霍士、柔伊·沙達納、科力士·韋德加、薛歌妮·韋花和威廉·赫特。

## 劇情
在西班牙萨拉曼卡,一場對美國總統亨利·阿什頓的暗殺行動在幾個不同的角度展開。
GNN製作人雷克斯·布魯克斯在移動電視演播室指導新聞報導,總統抵達城市廣場參加國際反恐峰會的儀式。薩拉曼卡市長介紹總統,總統走到講台時中了兩槍,隨後廣場外發生爆炸。幾分鐘後,講台上的二次爆炸造成多人死傷。
在總統上台前,美国特勤局探員湯瑪斯·巴恩斯注意到一個據稱已經撤離的建築物窗簾在飄動,並觀察到美國遊客霍華德·路易斯在拍攝觀眾。總統中槍後,巴恩斯撲向一個名叫恩里克趕往講台的男子。第二次爆炸後,巴恩斯衝進GNN演播室查看他們的錄像。他接到另一名特工的電話,報告正在追捕疑似刺客的人。巴恩斯看到GNN現場直播的畫面,感到震驚。
恩里克是一名負責保護市長的西班牙警察,無意中聽到他的女友維羅妮卡被一個陌生人擁抱,並計劃稍後在高架橋下見面。恩里克質問維羅妮卡,維羅妮卡向他保證她的愛,恩里克遞給她一個包。總統中槍時,恩里克急於保護市長,但被巴恩斯擊倒。恩里克目睹維羅妮卡將包扔到講台下,引發第二次爆炸。 逃避特勤局追捕的恩里克在高架橋下與一個看不見的人對峙。
人群中,路易斯與一個叫山姆的男人聊天,一個名叫安娜的小女孩撞到他。路易斯注意到巴恩斯看著附近的窗戶,用攝像機拍下了他。講台爆炸後,路易斯追趕恩里克和追趕的特工。在高架橋上,路易斯遠遠看到特工朝恩里克開槍,恩里克和一名身穿警服的人在橋下相遇。恩里克負傷倒地。一輛高速行駛的救護車即將撞到安娜,路易斯衝到路上救她。
此前,阿什頓得知有可信的威脅,返回酒店房間,而他的影武者繼續前往廣場。阿什頓和他的工作人員討論恐怖分子陰謀的原因和來源,以及巴恩斯重返現役的事。他們在電視上看到替身中槍和第一次爆炸。一位顧問堅持要求阿什頓立即下令對他們已知的恐怖分子的村莊進行報復,這時第二次爆炸震碎了房間的窗戶。該名工作人員再次認真要求報復,但阿什頓拒絕,以便談判能夠繼續。一名蒙面襲擊者闖入房間,射殺顧問,綁架了阿什頓。
在廣場,恐怖分子蘇亞雷斯(之前被認為是山姆)用放置在引起巴恩斯注意的窗戶旁的遙控自動步槍射殺阿什頓的替身。步槍被特工肯特·泰勒取走,巴恩斯在GNN直播中看到泰勒身穿西班牙警服離開現場。巴恩斯意識到他的搭檔泰勒是恐怖陰謀的一部分。恩里克看到擁抱維羅妮卡的男子原來是狙擊手哈維爾,哈維爾的兄弟被恐怖分子劫持,以確保哈維爾的合作。酒店的爆炸是由一名偽裝成服務員的自殺式炸彈襲擊者引爆的,他給了哈維爾一張房卡。在酒店,哈維爾殺死警衛和助手,綁架了總統,將他放在一輛救護車上,蘇亞雷斯和維羅妮卡偽裝成醫護人員。哈維爾和泰勒一起坐上警車,在高架橋會合。巴恩斯徵用一輛車追趕,但發生了碰撞。
在高架橋,恩里克沒有如計劃般在講台的爆炸中死亡,他與哈維爾和泰勒對峙。哈維爾錯誤地認為恩里克知道他兄弟的下落,開槍打死了他。在要求被帶到兄弟跟前後,哈維爾被泰勒槍殺,他的兄弟此前已被蘇亞雷斯殺害。當巴恩斯趕到現場並向試圖逃跑的泰勒開槍時,恩里克因傷勢過重死亡。泰勒車禍後身受重傷,被憤怒的巴恩斯拖出車外,泰勒在透露總統下落前就已死亡。阿什頓在救護車上恢復意識,襲擊了維羅妮卡,分散了她和蘇亞雷斯的注意力,安娜跑到他們面前。蘇亞雷斯急轉彎,導致救護車翻車,路易斯把安娜拉出救護車。巴恩斯跑到救護車旁,看到維羅妮卡已經死亡。他開槍打死蘇亞雷斯,然後救出總統。

## 演員
| 演員          | 角色             |
| 丹尼斯·奎爾   | 探員巴恩斯       |
| 馬修·霍士     | 探員泰勒         |
| 科力士·韋德加 | 觀光客霍爾       |
| 柔伊·沙達納   | 現場採訪記者安琪 |
| 薛歌妮·韋花   | 主播布魯克斯     |
| 威廉·赫特     | 總統艾希頓       |

## 製作
在原本的劇本中,雷克斯·布魯克斯是男性,而霍華德·路易斯則是一個超重的东欧人。在電影DVD發行版的額外內容中,導演皮特·崔維斯解釋,他選擇雪歌妮·薇佛出演,是為了讓電影有一個強勢的女性角色。當福雷斯特·惠特克表示有興趣參與這個項目時,崔維斯歡迎這個機會,通過將霍華德這個角色美國化,與惠特克合作。
原定由索尼公司在2007年發行,該片於2006年6月18日在墨西哥城開始主要拍攝。拍攝地點包括瓷砖之家,一些外景在庫埃納瓦卡和普埃布拉拍攝。拍攝期間正值墨西哥雨季高峰期。崔維斯讚揚攝影師阿米爾·莫克里和燈光組,使電影中描繪的二十分鐘片段看起來像是在晴朗的天空下展開,而實際上經常是陰天和毛毛雨。
美國陸軍老兵羅恩·布萊克幫助主演們準備出演特勤局探員的角色。奎德說,他們在開拍前一起訓練了兩週。拍攝中最困難的元素之一是汽車追逐場景。除了撞車鏡頭,奎德自己完成了大部分的駕駛鏡頭。奎德談到劇本時說:"它讀起來真的很好,我覺得如果他們能把它搬上銀幕,就一定會成功。"關於同一事件的多次表現,奎德說他"一直以同樣的方式演繹"。他發現讓觀眾能夠"捕捉到之前無法看到的角色的不同角度"是這部電影令人興奮的一個方面。
演員馬修·福克斯表示,"電影製作可能是一個非常乏味的過程",但從如此多不同的角度展示,會使它更加乏味。 福克斯稱崔維斯是"一個真正的演員導演",他"從角色的角度思考角色"。福克斯認為,他為角色所做的訓練對達到預期效果至關重要,而電影的準確性對崔維斯來說很重要。他還表示,電影展示了不同的人如何根據各種標準(如他們的議程)對事件有不同的看法。

## 反響

### 專業評價
爛番茄網站上對這部電影的新鮮度為35%，在154條專業評論中，54條專業評論贊同，100條專業評論反對，平均分為4.96/10 ，觀眾的評價則是57%，獲得褒貶不一的口碑。

## 外部連結
- 官方網站 （页面存档备份，存于）（英文）
- 互联网电影数据库（IMDb）上《Vantage Point》的资料（英文）
- 爛番茄上《絕點緝兇》的資料（英文）
- Metacritic上《絕點緝兇》的資料（英文）
- Box Office Mojo上《絕點緝兇》的資料（英文）
- AllMovie上《絕點緝兇》的资料（英文）
- Yahoo奇摩電影上《刺殺據點》的資料（繁體中文）
- 開眼電影網上《絕點緝兇》的資料（繁體中文）
- 时光网上《絕點緝兇》的資料（简体中文）
- 豆瓣电影上《絕點緝兇》的資料 （简体中文）